# Penderecki conducts Penderecki vol. 1
Penderecki conducts Penderecki vol. 1 – pierwszy album z serii "Penderecki conducts Penderecki / Warsaw Philharmonic", który ukazał się 3 czerwca 2016 pod szyldem Warner Classics, zawierający pierwsze nagranie studyjne Krzysztofa Pendereckiego z Chórem i Orkiestrą Filharmonii Narodowej. Premierowo na płycie zamieszczono nagranie "Dies Illa", kompozycji z 2014 roku, powstałej z okazji 100. rocznicy wybuchu I wojny światowej. Wystąpili tu śpiewacy z Polski (Agnieszka Rehlis), Finlandii (Johanna Rusanen-Kartano) i Rosji (Nikolay Didenko). Album zdobył nagrodę Grammy w kategorii "Muzyka Chóralna". W podobnej kategorii oraz jako "Najwybitniejsze Nagranie Muzyki Polskiej" fonogram jest nominowany do nagrody Fryderyk 2017.

## Wykonawcy
- Chór i Orkiestra Filharmonii Narodowej
- Krzysztof Penderecki – dyrygent
- Henryk Wojnarowski – dyrektor chóru
- Johanna Rusanen – sopran
- Agnieszka Rehlis – mezzosopran
- Nikolay Didenko – bas

## Lista utworów
1. Dies Illa na 3 solistów, chór i orkiestrę (2014)
2. Hymn do św. Daniiła na chór mieszany i orkiestrę (1997)
3. Hymn do św. Wojciecha na chór mieszany i orkiestrę (1997)
4. Psalmy Dawida na chór mieszany i perkusję (1958)